# Daniel Farke
Daniel Farke (Steinhausen, Nyugat-Németország, 1976. október 30. –) német labdarúgó, edző, az angol Leeds United menedzsere.
Farke játékosként több különböző német csapat színeiben is szerepelt, saját elmondása szerint ugyan jól tudott gólokat lőni, valószínűleg „Nyugat-Európa leglassabb csatára” volt. Játszott többek között a SV Steinhausen, a TuS Paderborn-Neuhaus, SV Wilhelmshaven és a SV Lippstadt csapataiban is, utóbbinál töltve pályafutása nagy részét. Itt kezdte meg edzői pályafutását is, a Westfalenligából a Regionalliga West bajnokságba juttatta fel a csapatot, Lippstadtban eltöltött időszaka a csapat történetének egyik legsikeresebbje.
Hat év elteltével hagyta el a csapatot, mikor a Borussia Dortmund II leszerződtette. Itt két évet töltött el és mindössze hat mérkőzést vesztett el, mielőtt szerződése lejárt volna az együttessel, és leszerződtette az angol Norwich City. Négy évig volt a csapat edzője, második szezonjába megnyerték a másodosztályú bajnoki címet, és feljutottak a Premier League-be. Egy évvel később viszont kiestek, mielőtt azonnal újra feljutottak volna, megnyerve a másodosztályt. A szezon edzőjének választották. 2021 szeptemberében sorozatban tizenötödik mérkőzését veszítette el az első osztályban, amely rekordnak számított. Novemberben menesztették.
2022 januárjában szerződtette az orosz FK Krasznodar, de mielőtt egy mérkőzést vezethetett volna elhagyta a csapatot az ország Ukrajna elleni inváziójának következtében. Júniusban leigazolta a Borussia Mönchengladbach, de innen egy szezon után kirúgták, mivel a csapat tizedik lett. 2023 júliusában az angol másodosztályú Leeds United menedzsere lett, első szezonjában 90 pontot gyűjtöttek, de nem jutottak fel automatikusan, és kikaptak a rájátszás döntőjében. Egy évvel később már sikeresebb volt, bajnokok lettek 100 ponttal.

## Statisztika
Frissítve: 2025. május 3.
| Csapat                   | -tól              | -ig               | Teljesítmény | Teljesítmény | Teljesítmény | Teljesítmény | Teljesítmény |
| Csapat                   | -tól              | -ig               | M            | Gy           | D            | V            | Gy%          |
| ------------------------ | ----------------- | ----------------- | ------------ | ------------ | ------------ | ------------ | ------------ |
| Borussia Dortmund II     | 2015. november 3. | 2017. május 25.   | 56           | 29           | 21           | 6            | 51,79        |
| Norwich City             | 2017. május 25.   | 2021. november 6. | 208          | 87           | 49           | 72           | 41,83        |
| Krasznodar               | 2022. január 13.  | 2022. március 2.  | 0            | 0            | 0            | 0            | —            |
| Borussia Mönchengladbach | 2022. június 4.   | 2023. június 2.   | 36           | 12           | 10           | 14           | 33,33        |
| Leeds United             | 2023. július 4.   | jelenleg          | 104          | 61           | 25           | 18           | 58,65        |
| Összesen                 | Összesen          | Összesen          | 404          | 189          | 105          | 110          | 46,78        |

## Sikerek és díjak
SV Lippstadt
- Oberliga Westfalen: 2012–2013[20]
- Westfalenliga – 1. csoport: 2011–2012[20]

Norwich City
- EFL Championship: 2018–2019,[21] 2020–2021[9]

Leeds United
- EFL Championship: 2024–2025

Individual
- EFL Championship – A hónap menedzsere: 2018. november,[22] 2023. november,[23] 2024. január,[24] 2024. február,[25] 2024. december,[26] 2025. február[27]
- EFL Championship – A szezon menedzsere: 2020–2021[10]
- LMA – Az év Championship-menedzsere: 2021[28]